# Vale de Coelha
Vale de Coelha ist ein Ort und eine ehemalige Gemeinde (Freguesia) im portugiesischen Kreis Almeida. In der Gemeinde lebten 43 Einwohner (Stand 30. Juni 2011).
Am 29. September 2013 wurden die Gemeinden Vale de Coelha und Malpartida zur neuen Gemeinde União das Freguesias de Malpartida e Vale de Coelha zusammengefasst.